# Punkreas
Punkreas es una de las bandas de punk más importantes de Italia. Se formaron oficialmente en el año 1989, en Parabiago, Milán. La mayor cualidad de esta banda es la solidez y constancia, durante sus años de actividad con una gran cantidad de giras realizadas, la formación apenas cambió una vez y editaron sus álbumes regularmente cada 2 años. 
Musicalmente, el sonido de la banda es poderoso, áspero y crudo, ha crecido con el paso del tiempo y la buena creatividad, destacándose también las letras tanto como la música. En los últimos años las canciones de Punkreas se han vuelto, en general, más complejas, combinando el punk con el ska.

## Miembros
- Cippa — voz
- Flaco — guitarra
- Paletta — bajo
- Noyse — guitarra
- Gagno — batería

### Exmiembros
- Mastino — batería (1989-2002)

## Discografía

### Álbumes de estudio
- Isterico (1990)
- United Rumors of Punkreas (1992)
- Paranoia e potere (1995)
- Elettrodomestico (1997)
- Pelle (2000)
- Falso (2002)
- Quello che sei (2005)
- Futuro imperfetto (2008)

### Directos y recopilaciones
- Panic Now! (1997)
- Punkreas 90-93 (1997)
- Punkreas Live (2006)

## Videos
- Sosta
- Terzo Mondo
- Voglio Armarmi
- Dividi e Comanda
- Canapa
- American Dream
- L'uomo con le branchie
- Mondo Proibito